# Frederick Chiluba

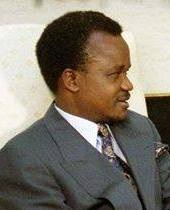
Frederick Chiluba

Frederick Jacob Titus Chiluba (Kitwe, 30 april 1943 – Lusaka, 18 juni 2011) was president van Zambia. Chiluba was de opvolger van Kenneth Kaunda en was president van 2 november 1991 tot 2 januari 2002 toen de bevolking voormalig vicepresident Levy Mwanawasa als zijn opvolger verkoos.
Chiluba kwam in 1991 aan de macht, nadat de voormalige buschauffeur met zijn Beweging voor een Meerpartijen-Democratie (MMD) bij de eerste meerpartijenverkiezingen met een overweldigende meerderheid werd verkozen door de Zambiaanse kiezers. Hij trad aan als opvolger van de quasi-socialistische president Kaunda, die van de oppositie het bittere verwijt kreeg dat hij bijna dertig jaar lang economisch wanbestuur had gevoerd. 
Bij zijn beëdiging verklaarde Chiluba ten overstaan van duizenden aanhangers  dat "het tijdperk van dictators, hypocrisie en leugens, voorbij is in Afrika". Hij kreeg bijna twee keer zoveel stemmen als zijn rivaal Kaunda: 850.587 tégen 470.767. De opkomst bij de presidents- en parlementsverkiezingen was onverwacht laag: slechts veertig procent van de 2,9 miljoen kiezers ging naar de stembus.
Als voorman van de Zambiaanse vakbeweging beloofde Chiluba de bevolking gouden bergen. Hij sprak misprijzend over de hebzucht en de machtswellust van zijn voorganger. De nieuwe regering van Chiluba beloofde, aangemoedigd door westerse donoren, het IMF en de Wereldbank, een algehele liberalisering en privatisering van de economie.
Chiluba hield woord: de verkoop van Zambia's kopermijnen en nog eens 250 andere staatsbedrijven was vermoedelijk de grootste privatisering ooit in Afrika. Banken, spoorwegen, verzekeringsmaatschappijen, reisbureaus, hotels, boerderijen, busbedrijven, picknickplaatsen, alles moest van de hand. Nergens op het continent zijn op zo'n radicale wijze zoveel staatsbedrijven verkocht. 
"Na tien jaar is de veelbelovende vernieuwer Frederick Chiluba een treurige mislukkeling gebleken, die tegen beter weten in toch een campagne begon om de grondwet te wijzigen, zodat hij nog eens vijf jaar in het zadel zou kunnen blijven", constateerde de Volkskrant medio 2001 Meer dan 80 procent van de Zambianen moest rondkomen van minder dan één dollar per dag, de helft van de ruim 60.000 mijnwerkers verloor zijn baan, in sommige wijken van de voormalige industriestad Ndola zijn 70 procent van de kinderen ondervoed. Na enorme straatprotesten besloot Chiluba alsnog op te stappen. Begin 2002 blies hij de aftocht.
In 2007 werd Chiluba veroordeeld vanwege fraude. Hij had volgens Britse rechters samen met enkele handlangers bijna 50 miljoen dollar aan publieke gelden gestort op privébankrekeningen in Londen. Groot-Brittannië onderhoudt als voormalige kolonisator een bijzondere band met Zambia.
Officieel verdiende Chiluba tijdens zijn regeerperiode 100.000 dollar per jaar, maar zijn uitgavenpatroon suggereerde veel meer inkomsten. Zo gaf hij volgens het vonnis alleen al één miljoen dollar uit aan dure maatpakken, die hij kocht bij een luxe speciaalzaak in Zwitserland. Chiluba baarde daarnaast opzien met de aanschaf van schoenen met enorme plateauzolen. Die waren bedoeld om zijn geringe lichaamlengte (slechts één meter en vijftig centimeter) te compenseren. 
De Zambiaanse regering deed sinds 2008 pogingen om geld terug te claimen van Chiluba op basis van de rechtelijke uitspraak in Groot-Brittannië. Ook werd geprobeerd zijn pensioen te blokkeren, dat weggeschreven stond op rekeningen bij de Barclays Bank. Chiluba noemde het vonnis ‘racistisch’. Hij meende het slachtoffer te zijn van een complot van de nieuwe machthebbers en de vroegere kolonisator. In 2009 werd hij alsnog vrijgesproken in de fraudezaak.
Chiluba overleed in zijn woning in de hoofdstad Lusaka op 68-jarige leeftijd. De laatste jaren van zijn leven kampte hij met hart- en nierklachten.
Kenneth Kaunda · Frederick Chiluba · Levy Mwanawasa · Rupiah Banda · Michael Sata · Guy Scott (waarnemend)  · Edgar Lungu · Hakainde Hichilema